# Margaret Crosland
Pour les articles homonymes, voir Crosland.
Margaret Crosland, née le 27 juillet 1939 à Calgary dans la province de l'Alberta au Canada et morte dans la même ville le 14 janvier 2024, est une patineuse artistique canadienne, double championne du Canada en 1958 et 1959.

## Biographie

### Carrière sportive
Margaret Crosland commence à patiner à l'âge de 7 ans et est entraînée par le champion suisse Hans Gerschwiler. Elle représente le Glencoe Club de Calgary en tant que junior et le Winter Club de Winnipeg en tant que senior.
Elle est double championne du Canada en 1958 et 1959.
Elle représente son pays à deux championnats nord-américains (1957 à Rochester et 1959 à Toronto), et trois mondiaux (1957 à Colorado Springs, 1958 à Paris et 1959 à Colorado Springs).
Elle prend sa retraite sportive après les mondiaux de 1959.

### Reconversion
Margaret Crosland est diplômée de l'Université de la Colombie-Britannique.
Elle officie pendant 50 ans en tant que juge de patinage artistique et arbitre international de patinage artistique. Elle juge cinq championnats du monde de patinage artistique et aux Jeux olympiques d'hiver de 1984 à Sarajevo. Elle est reconnue pour avoir aidé les patineurs canadiens par ses encouragements et pour avoir soutenu le sport grâce à des jugements équitables.
En 1978, elle reçoit le Alberta Government Achievement Award en tant qu'Albertaine exceptionnelle. Elle est intronisée au Temple de la renommée des sports de l'Alberta en 1983.
Margaret Crosland meurt le 14 janvier 2024 à Calgary, à l'âge de 84 ans.

## Palmarès
| Compétitions                    | 1957 | 1958 | 1959 |  |  |  |  |  |  |  |  |  |  |  |  |  |
| Jeux olympiques d'hiver         |      |      |      |  |  |  |  |  |  |  |  |  |  |  |  |  |
| Championnats du monde           | 14e  | 13e  | 11e  |  |  |  |  |  |  |  |  |  |  |  |  |  |
| Championnats d'Amérique du Nord | 5e   |      | 6e   |  |  |  |  |  |  |  |  |  |  |  |  |  |
| Championnats du Canada          | 3e   | 1re  | 1re  |  |  |  |  |  |  |  |  |  |  |  |  |  |
|                                 |      |      |      |  |  |  |  |  |  |  |  |  |  |  |  |  |